# Carnegie Hill
Carnegie Hill är ett område inom Upper East Side på Manhattan i New York. Området är beläget ungefär mellan 86th Street i söder, Third Avenue i öst, 98th Street i norr och Fifth Avenue i väst. Det fick sitt namn från Andrew Carnegie som år 1901 lät uppföra sin bostad vid Fifth Avenue och 91st Street.
Carnegie Hill är ett av New Yorks mest prestigefyllda och dyraste områden. Det är också känt för sina fina restauranger, exklusiva boutiquer och gourmetmataffärer. Kända personer som har bostäder i området är bland annat Paul Newman och hans fru, Joanne Woodward, Kevin Kline och tidigare även Woody Allen som sålde sin fastighet 2004 för över 20 000 000 amerikanska dollar.